# George Taliaferro
George Taliaferro (Gates, 8 gennaio 1927 – Bloomington, 8 ottobre 2018) è stato un giocatore di football americano statunitense che ha militato nel ruolo di halfback e quarterback nella National Football League (NFL).

## Carriera
Taliaferro al college giocò football per l'Università dell'Indiana dove fu premiato per tre volte come All-American. Fu scelto dai Chicago Bears nel corso del 13º giro (129º assoluto) nel Draft NFL 1949. Fu il primo giocatore afroamericano ad essere scelto nella storia del Draft NFL. Optò però per firmare con i Los Angeles Dons della All-America Football Conference. Quando la lega fallì passò alla NFL con i New York Yanks (1950–1951), i Dallas Texans (1952), i Baltimore Colts (1953–1954) e i Philadelphia Eagles (1955). Tra il 1951 e il 1953 fu convocato per tre Pro Bowl consecutivi.

## Palmarès
- Convocazioni al Pro Bowl: 3

1951, 1952, 1953
- College Football Hall of Fame